# Dorcopsis
Dorcopsis — рід ссавців з родини Кенгурових (Macropodidae).

## Систематика
Нараховує 4 види, котрі мешкають на острові Нова Гвінея і довколишніх остовах. Етимологія: грец. δορκάς – «газель», грец. ὄψις – «-видий».

## Опис
Морфометрія. Довжина голови й тіла: 340—970 мм, довжина хвоста: 270—550 мм, вага 3.6—11.6 кг для D. luctuosa, 5 кг для D. muelleri, 5.0—6.0 для D. hageni, 3.9—7.5 для D. atrata.
Опис. У D. hageni хутро коротке й рідке в інших видів довге й густе. Забарвлення D. muelleri: зверху тьмяно-коричневе чи чорнувато-коричневе з жовтувато-коричневими кінчиками волосків, знизу сіре чи біле. Забарвлення D. hageni: світло-коричневе чи темнувате зверху з вузькими спинними білими смугами, знизу сірувато-біле. Забарвлення D. luctuosa: темно-сіре зверху й від блідо-сірого до кремово-оранжевого знизу. Забарвлення D. atrata: зверху чорне чи чорнувато-коричневе, знизу чорнувато-коричневе. У всіх видів ніс великий, широкий, оголений; вуха малі, заокруглені. Хвіст вкритий волоссям за винятком прикінцевої п'ятої чи й менше частини. У самиць чотири молочні залози й добре розвинута сумка, що відкривається наперед.

## Спосіб життя
D. atrata населяє гірський дубовий тропічний ліс на висоті 1000—1800 м, інші види населяють низинні дощові тропічні ліси на висотах нижче 400 метрів. Здебільшого це нічні тварини, але траплялося їх спостерігати й у денний час під густим лісовим покривом. Спостереження за колоніями в неволі вказують на переважно сутінковий спосіб життя. Їжею для них є коріння, листя, трава, фрукти. Самиці зазвичай народжують одне маля за раз. Один полонений D. muelleri жив 7 років і 7 місяців. 